# Тойонский ярус
| Кембрийский период в ОСШ (Россия) Деление по состоянию на март 2024 года |         |              |                       |
| система                                                                  | отдел   | ярус / век   | Ниж. граница, млн лет |
| Ордовик                                                                  | Нижний  | Тремадокский | 485,4±1,9             |
| Кембрий                                                                  | Верхний | Батырбайский | ?                     |
| Кембрий                                                                  | Верхний | Аксайский    | ?                     |
| Кембрий                                                                  | Верхний | Сакский      | ~497                  |
| Кембрий                                                                  | Средний | Аюсокканский | 500                   |
| Кембрий                                                                  | Средний | Майский      | ~504,5                |
| Кембрий                                                                  | Средний | Амгинский    | 509                   |
| Кембрий                                                                  | Нижний  | Тойонский    | ?                     |
| Кембрий                                                                  | Нижний  | Ботомский    | ?                     |
| Кембрий                                                                  | Нижний  | Атдабанский  | ?                     |
| Кембрий                                                                  | Нижний  | Томмотский   | 535±1                 |
| Венд                                                                     | Верхний | Верхний      | больше                |

Тойонский, или тайонский ярус (англ. Toyonian Stage) — верхний ярус нижнего отдела кембрийской системы в Общей стратиграфической шкале России, соответствующий тойонскому веку нижнекембрийской эпохи. Расположен над ботомским ярусом нижнего кембрия и перекрывается амгинским ярусом среднего кембрия. Отчётливо выделяется в кембрийских отложениях Сибирской платформы. Соответствует верхам яруса 4 отдела 2 в Международной стратиграфической шкале.
Название, данное по острову Тойон-Ары на реке Лена, предложено Спиражским Т. Н. и коллегами в 1983 году.
Мощность яруса в стратотипе достигает около 230 м. Нижняя граница яруса совпадает с трилобитовой зоной Bergeroniellus ketemensis. В стратотипе на левом берегу Лены ярус охватывает три трилобитовые зоны, которые соответствуют одной зоне археоциат.

## Стратиграфия
В 2011 году предлагалось включить зону Bergeroniellus ketemensis в нижележащую зону Bergeroniaspis ornata ботомского яруса, а нижнюю границу тойонского яруса установить на уровне подошвы следующей, вышележащей зоны Lermontovia grandis.

## Органический мир
Тойонская палеобиота отражает переходный этап к среднекембрийскому состоянию. В тойонских отложениях Сибирской платформы найдены трилобиты родов Lermontovia и Paramicmacca, представители семейств Edelsteinaspididae, Dinesidae и Dorypygidae, а также трилобиты из семейств Oryctocephalidae (Cheiruroides) и Paradoxididae (Anabaraspis), которые продолжили развитие в среднем кембрии. Помимо трилобитов тойонский век характеризуется вымирающими археоциатами, в том числе из семейств Erbocyathidae, Tegerocyathidae и Archaeocyathidae, а также брахиоподами родов Trematobolus, Nissusia и Matutella.